# Dotmark
Dotmark (dansk) eller Dothmark (tysk) er en bydel i Kappel. Bydelen er beliggende ved Slien syd for midtbyen og i dag sammenvokset med denne. Syd for Dotmark ligger Grødersby og Arnæs. På fjordens modsatte bred ligger Løjtmark med Lilmark. Mod vest er bydelen afgrænset af skoven Hyholt.
Stedet blev første gang nævnt i 1498. Stednavnet er afledt af personnavn Dytti, Dote eller Tote, som også forekommer i Dybbøl.
Tidligere fandtes her en mejerigård med forbindelse til Røst gods. Bydelen er nu præget af tæt bebyggelse med etageboliger og parcelhuse. Dotmark er endepunkt for den angelske museumsbane frå Sønder Brarup. Nede ved Slien findes der flere lystbådehavne. 
I den danske periode før 1864 hørte landsbyen under Kappel Sogn (Kappel Herred, tidligere Slis Herred).